# BBB 삼총사의 모험
《BBB 삼총사의 모험》은 엠케이이엔티(MKENT)가 기획·제작한 대한민국의 애니메이션이다. 1기는 2018년 11월 1일부터 매주 목요일 오후 3시 25분에 문화방송(MBC)에서 방송했다. 26부작으로 2019년 3월 14일에 18화까지만 방송하고 더 이상 방송하지 않았다가 2020년 1월 15일부터 매주 수요일 오후 3시 20분에 방송을 재개했다. 2020년 1월 9일부터는 낮 12시 20분으로 변경되었고 2020년 3월 11일에 종영했다. 2기 방영이 결정되었다 방영 시기는 미정이다.

## 등장인물
세 등장인물은 각각 하늘, 사람, 땅을 은유한 것이다.
- 동글팝스(비타민 박스)
- 세모부리(치즈 박스)
- 니모네모(샐러드 박스)

## 참여 성우
- 정재헌
- 강시현
- 이선호
- 양준건
- 변종필